# Jerome Irving Rodale
Jerome Irving Rodale (6 de agosto de 1898 - 8 de junio de 1971) fue uno de los primeros defensores de la agricultura ecológica en Estados Unidos. Fundó un imperio editorial, varias revistas y publicó muchos libros. También publicó obras, incluyendo The Synonim Finder. Rodale popularizó el término "orgánico", que significa cultivos sin pesticidas.

## Biografía
J.I. Rodale nació en Nueva York, hijo de un tendero, creció y vivió en el Lower East Side. Su nombre de nacimiento era Cohen, pero lo cambió a uno no judío, después de pensar que sería una desventaja en los negocios. Se casó con Anna Andrews en 1927, y tuvo tres hijos: David Robert Rodale (1930-1990), Nina Rodale y Ruth Rodale.

Rodale tenía interés en promover un estilo de vida saludable y activo, que enfatizaba el cultivo ecológico de alimentos, inspirado por su encuentro con las ideas de Albert Howard. 
Fundó Rodale Inc. en 1930 en Emmaus, Pensilvania. También fue fundador de Rodale Press y editor de la revista Organic Farming and Gardening, a partir de 1942. La revista Organic Farming and Gardening promovió la horticultura orgánica; retitulada, más tarde, con el nombre Organic Gardening, es el periódico  de jardinería más leído en todo el mundo. Para Rodale, la agricultura y la salud eran inseparables. Una tierra sana requería abono natural,así como evitar los pesticidas tóxicos y los fertilizantes artificiales. Comer plantas que crecen en suelos sanos ayudaría, entonces, a los humanos a mantenerse más saludables, expuso. 
Uno de los proyectos más exitosos de Rodale fue la revista Prevention, fundada en 1950, que promueve la prevención de las enfermedades en vez de tratar de curarlas más tarde. Por décadas ha sido una fuente principal de información para aquellas personas, de América del Norte, interesadas en la salud alternativa, incluso antes de que el movimiento  a favor de la alimentación natural, se hiciera popular en la década de 1960. Fue pionero en el retorno a los granos completos, los dulces sin refinar,  el uso de poca grasa en la preparación de alimentos, el consumo limitado de productos de origen animal, las curas tradicionales, las hierbas medicinales, y la lactancia materna. También promovió un mayor consumo de suplementos nutricionales, y la renuncia a la nicotina y la cafeína.

## Muerte
Rodale murió de un ataque al corazón a la edad de 72 años, durante su participación, como invitado, en El Show de Dick Cavett. Todavía estaba en el escenario después de haber terminado su entrevista, sentado al lado de la persona que estaban entrevistando, en ese momento, el columnista del New York Post, Pete Hamill. Según Cavett, Hamill notó que algo andaba mal con Rodale, se inclinó hacia Cavett y le dijo: "Esto se ve mal." Según otros, Cavett preguntó: "¿Le estamos aburriendo, Sr. Rodale?. El episodio nunca fue transmitido, aunque Cavett ha descrito la historia en apariciones públicas y en su blog.
Irónicamente, Rodale había alardeado, sobre su estado de salud, durante la entrevista que acababa de terminar: "estoy en tan buena salud que me caí por un largo tramo de escaleras ayer y me reí todo el camino "," He decidido vivir hasta los cien años ", así como" Nunca me había sentido mejor en mi vida". Incluso, se había jactado previamente: " Voy a vivir hasta los cien años, a no ser que me liquide un taxista, enloquecido por el azúcar". 

## Leyenda
Tras la muerte de Rodale, su hijo Robert David Rodale (1930-1990) dirigió la editorial hasta su propia muerte, por accidente de coche. Ese trabajo incluyó la edición de la revista, de gran tirada, Prevention. Robert Rodale compitió en los Juegos Olímpicos en tiro con rifle y fue incluido en el Salón de la Fama del Ciclismo de los Estados Unidos, en 1991.

## Obras
- The Synonym Finder
- How to Grow Vegetables and Fruits by the Organic Method
- The Word Finder
- The Encyclopedia of Organic Gardening
- Stone Mulching in the Garden
- Vegetables
- The Healthy Hunzas
- Are We Really Living Longer?
- Arthritis, Rheumatism, and Your Aching Back
- Cancer, Facts & Fallacies
- The Complete Book of Composting
- The Hairy Falsetto: A One-Act Farcical Social Satire
- Happy People Rarely Get Cancer